# Ildikó
Az Ildikó germán eredetű magyar női név. Attila hun uralkodó feleségének, Krimhildának a nevéből származik, aki a monda szerint nászéjszakájukon megmérgezte férjét, Attilát. A név rövidülése a német nyelvterületen gyakori Hilda, Ilda, melynek latin nyelvű szövegekben előforduló átirata az Ildico. Igazából ebben az alakban csak a magyar nyelvben vált használt női névvé.

## Rokon nevek
Hilda, Krimhilda

## Gyakorisága
Arany János Buda halála című eposza után vált használatos női névvé. Az 1967-ben születettek között a 3. leggyakoribb női név volt. Az 1990-es években gyakori név, a 2000-es években nem szerepel a 100 leggyakoribb női név között.

## Névnapok
- március 10.[2]
- április 30.[2]
- szeptember 17.[2]
- szeptember 21.[2]
- szeptember 23.[2]
- november 17.[2]

## Híres Ildikók
- Bánsági Ildikó színésznő
- Bangóné Borbély Ildikó országgyűlési képviselő
- Cserna Ildikó Liszt-díjas operaénekes
- Czigány Ildikó, az első magyar utasforgalmi pilótanő
- D. Balázs Ildikó erdélyi újságíró
- Ecsedy Ildikó nyelvész, sinológus
- Enyedi Ildikó filmrendező
- Gyebnár Ildikó színésznő
- Hámori Ildikó színésznő
- Hűvösvölgyi Ildikó színésznő
- Iván Ildikó operaénekes
- Kállay Ildikó fitneszbajnok
- Keresztes Ildikó énekesnő, színésznő
- Kishonti Ildikó színésznő
- Kiss Törék Ildikó színésznő
- Kovalcsik Ildikó (Lilu) műsorvezető
- Ildikó von Kürthy német író, újságíró
- Lendvai Ildikó politikus
- Mádl Ildikó olimpiai bajnok sakkozó
- Nagyabonyi Ildikó válogatott labdarúgó
- Ősi Ildikó magyar színésznő, szinkronszínész
- Pelczné Gáll Ildikó politikus
- Pécsi Ildikó színésznő, politikus
- Piros Ildikó színésznő
- Pongor Ildikó balett-táncosnő
- Rejtő Ildikó kétszeres olimpiai bajnok tőrvívó, a Nemzet Sportolója
- Sólyom Ildikó színésznő
- Szabó Ildikó filmrendező, színész
- Sz. Nagy Ildikó színésznő
- Tordasi Ildikó olimpiai bajnok tőrvívó
- Tornyi Ildikó színésznő
- Tóth Ildikó színésznő
- V. Kulcsár Ildikó újságíró